# Luther Sheeleigh Cressman

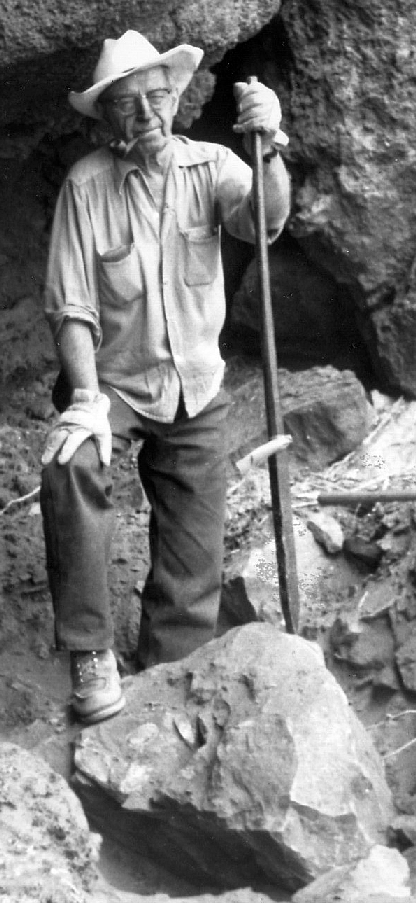
Luther Cressman 1966

Luther Sheeleigh Cressman (* 24. Oktober 1897; † 4. April 1994) war ein amerikanischer Altamerikanist und Anthropologe. Er beschäftigte sich intensiv mit der Anthropologie des US-Bundesstaates Oregon.
Cressman war Professor an der Universität von Oregon. Bekannt wurde er 1938 durch die Entdeckung sehr gut erhaltener Beifußrinde-Sandalen in der Nähe des Trockenmaars Fort Rock im US-Bundesstaat Oregon, deren Alter mit der Radiokohlenstoffmethode auf zirka 10.000 Jahre ermittelt wurde. Das war das älteste Schuhwerk, das in Nordamerika je gefunden wurde.
Weiterhin führte er Grabungen in den Paisley-Höhlen durch. Dabei wurden sehr alte menschliche und tierische Knochen, Werkzeuge und Feuerstellen gefunden.
Von September 1923 bis 1928 war er mit der Anthropologin, Ethnologin und Psychologin Margaret Mead verheiratet. Seine zweite Ehefrau war von 1928 bis 1977 Dorothy Cecelia Loch.

## Veröffentlichungen
- The Sandal and the Cave: The Indians of Oregon, Einleitung durch: Dennis L. Jenkins, 2nd. edition, Oregon State University Press, Corvallis 2005, ISBN 0-87071-059-1
- A Golden Journey: Memoirs of an Archaeologist, University of Utah Press, 1988, ISBN 0-87480-293-8

## Belege
1. 1 2  Luther Cressman: A Golden Journey: Memoirs of an Archaeologist; Univ of Utah Pr (Tx) (April 1988), ISBN 978-0-87480-293-1.